# Carlos de Urrutia y Montoya
Carlos Urrutia y Montoya (n. La Habana, Cuba, 1750 - m. Guanabacoa, Cuba, 1825) fue un militar español, último Capitán General y presidente de la Real Audiencia de Guatemala de 1818 a 1820, en la época del absolutismo, y jefe político superior de la provincia de Guatemala y presidente de su Diputación Provincial de 1820 a 1821.

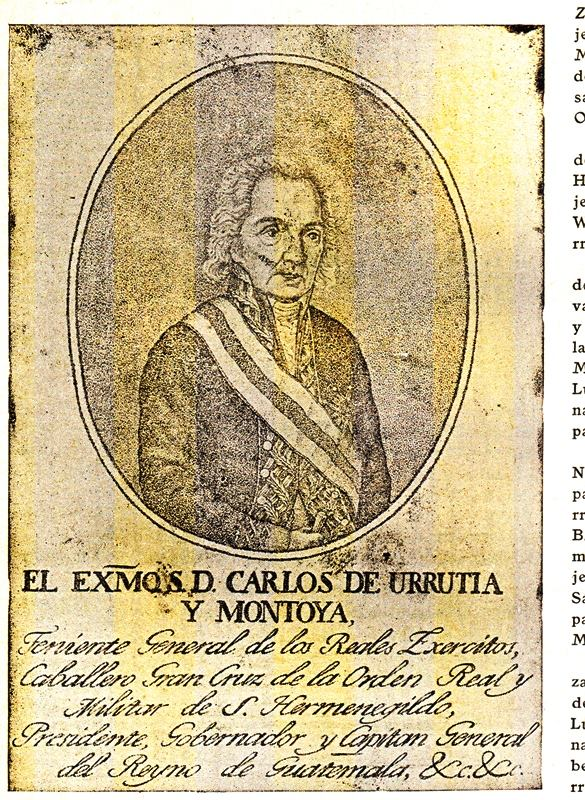
Carlos de Urrutia y Montoya

## Biografía
Nació en La Habana, Cuba en 1750 y fue bautizado en el 10 de febrero de 1751. Era hijo de Bernardo de Urrutia y Matos y Felipa de Montoya y Hernández. Casado con María Hidalgo Gato y Fernández de Zaldívar, con la cual tuvo un hijo llamado Pedro Vicente.
Cursó estudios en las academias militares de Barcelona y Ávila e ingresó en el ejército como cadete en 1765. Participó con distinción en el sitio del puerto de Mahón en la isla de Menorca bajo dominio británico en enero de 1782 y el sitio de Gibraltar en 1783 así como en otras acciones militares. También combatió en la guerra con Francia y viajó a sus propias expensas por el Sacro Imperio Romano Germánico para mejorar sus conocimientos militares. 

### En Nueva España
En 1789, cuando era ya teniente coronel, solicitó su traslado a Nueva España, donde sirvió durante varios años. En el ejército llegó a alcanzar el grado de brigadier. Entre 1791 y 93, después de haber sido promovido a Coronel, en coautoría con Fabián de Fonseca redactó Razón General de la Real Hacienda en 29 volúmenes con el apoyo del virrey de Nueva España Juan Vicente de Güemes. Luego fue nombrado gobernador intendente de Veracruz por el rey Carlos IV. En el 6 de octubre de 1810, en unión de las autoridades de Veracruz, publicó una proclama de gracias al virrey por haber ofrecido premios a los que "entregasen vivos o muertos" a Miguel Hidalgo, Ignacio Allende y Juan Aldama, y cerró el escrito señalando que "si fueran capaces los demás habitantes de este continente de faltar sus deberes, la ciudad de Veracruz y su provincia, resistirían a los enemigos interiores y exteriores hasta dejar de existir." En el 12 de octubre dictó providencias para circular por toda la provincia el edicto de excomunión de Miguel Hidalgo y para que se encarcelara a sus colaboradores. Además activó las milicias provinciales y costeras y pidió a la clase propietaria reclutarse a las Compañías de Patriotas Distinguidos. Tras la conspiración del puerto de Veracruz del 13 de marzo de 1812, seis involucrados en la conspiración fueron fusilados el 29 de julio del mismo año.
En el 27 de abril de 1811, fue designado Gobernador Intendente y Capitán General de Santo Domingo por el Consejo de Regencia que en ese entonces gobernaba a la España y al imperio español en nombre del rey en exilio. Tomó posesión de su cargo hasta el 7 de mayo de 1813. En Santo Domingo promovió el cultivo del tabaco y favoreció el comercio con Nueva España y Venezuela. Intentó sin éxito sustituir el papel moneda por circulante de cobre en respuesta a los reclamos hechos por los milicianos. Ordenó detener a vagos y maleantes en billares y tabernas para ser enviados a trabajos forzosos agrícolas. En 1814 emitió un bando reprimiendo a la población negra de Santo Domingo, prohibiendo que en sus velorios y fiestas de santos y de la cruz "hagan llantos al son de sus atabales ni otros instrumentos." 

### Presidente de la Real Audiencia de Guatemala y capitán general del reino
El 3 de marzo de 1817 el rey don Fernando VII lo nombró presidente de la Real Audiencia de Guatemala y capitán general del reino de Guatemala, en reemplazo de don José de Bustamante y Guerra. El 8 de febrero de 1818 desembarcó en el puerto de Trujillo, Honduras, en el reino de Guatemala. En marzo llegó con su familia, ayudantes de campo y varios cabos y sargentos a las cercanías de la capital del reino Nueva Guatemala de la Asunción donde fue recibido en la hacienda El Purgatorio por las autoridades edilicias y el cabildo eclesiástico. Tomó posesión de sus cargos el 28 de marzo «con gran júbilo de (el) vecindario» según el historiador contemporáneo Domingo Juarros. Los vecinos de la capital celebraron la venida del nuevo mandatario con los festejos públicos acostumbrados en esos casos, pero más aún por la esperanza que Urrutia y Montoya, por su avanzada edad, gobernaría con menos severidad que su predecesor más despótico Bustamante y Guerra. Entre los más notables vecinos capitalinos que fueron al real palacio de Guatemala a felicitar al capitán general se contaba el licenciado José Venancio López Requena quién antes había sido envuelto en el proceso contra los implicados en la conjuración de Belén; Urrutia favoreció a López quién terminaría siendo un jurisconsulto importante en Guatemala.
Durante su administración el reino en general estuvo en paz y se procuró dar impulso a ciertas obras públicas. Sin embargo tuvo que enfrentar el problema de piratería en las costas del reino. Durante el marzo y abril de 1819, el corsario Hipólito Bouchard bajo la bandera de las Provincias Unidas del Río de la Plata destruyó el puerto de Acajutla en Sonsonate y ahí capturaron bergantines españoles, luego se apoderaron de los bergantines San Antonio y Neptuno y las goletas Sofía y Loreta, cargados de cacao y añil, en el puerto de El Realejo en Nicaragua. El mismo año, el comercio en la costa norte del reino sobre el golfo de Honduras fue afectada cuando entre el 13 y 19 de mayo alrededor de 300 piratas bajo Louis-Michel Aury atacaron el castillo de San Felipe y robaron añil, bálsamo, carey, algodón y plata almacenados en las bodegas del golfo cuyo valor era de alrededor de 30,000 pesos; asimismo destruyeron los cañones de la fortaleza y llevaron prisioneros. En respuesta al ataque, Urrutia suspendió el tráfico comercial de la bahía de Amatique cruzando río Dulce al lago de Izabal.
Urrutia, que ya era sexagenario, sufría de epilepsia y sus frecuentes ataques lo obligaron a separarse del mando de gobierno, guerra y hacienda temporalmente el 5 de julio de 1819 y depositarlo interinamente en el brigadier don Ramón de Anguiano (1752-1822), subinspector general de milicias y antiguo gobernador de Comayagua, reservándose únicamente la presidencia de la Real Audiencia. Poco después pudo reasumirlo y el 16 de octubre de 1819 fue condecorado por el rey con la Gran Cruz de la Real Orden de Isabel la Católica, noticia que recibió en febrero de 1820.
En el 21 de abril de 1820, por la madrugada, el mismo corsario Aury sitió la fortaleza de Santa Bárbara de Trujillo; envió un mensajero exigiendo la rendición de la plaza, tras ser rechazado la fortaleza fue atacada. El ataque fue repelado y los corsarios se retiraron el 24 de abril. La victoria sobre los corsarios fue celebrada con el canto del te deum en la capilla real y Urrutia hizo ascensos a los oficiales de Trujillo. Después del ataque a Trujillo, Aury intentó apoderarse de la fortaleza de San Fernando en Omoa en dos ocasiones, pero fracasó ante la defensa por el capitán José Eusebio Menéndez. En respuesta a estos continuados ataques, Urrutia prohibió el tráfico comercial por las bodegas del golfo de Honduras en el 29 de mayo de 1820.

### Jefe político superior de la provincia de Guatemala
En marzo de 1820, al restablecerse la Constitución de Cádiz, pasó a ser Jefe Político Superior de la Provincia de Guatemala, con jurisdicción sobre los actuales territorios de Chiapas, El Salvador, Guatemala y Honduras. El 26 de junio de 1820 dispuso que se publicara y se jurara la Constitución en la ciudad de Guatemala. En julio de 1820 instó a José Venancio López a aceptar el cargo de síndico del ayuntamiento de la capital tras su resistencia a aceptar el cargo por haber considerado su elección ilegal; Urrutia declaró válida la elección para subsanar la alegación de ilegalidad por falta de electores suficientes. El 1.º de septiembre, bajo su presidencia se instaló la restablecida Diputación Provincial de Guatemala, suprimida desde 1814, con cuatro de los integrantes que tenía en la época de la supresión.
Trató de gobernar con una actitud más conciliadora, lo que permitió más libertad para los partidarios de la emancipación política de España. El 3 de noviembre de 1820 la Diputación Provincial se dirigió a las Cortes para informar que debido a la avanzada edad de Urrutia y sus ataques epilépticos y a que estaba con un brazo paralizado, los desafectos al régimen constitucional eran los que manajeaban los asuntos del gobierno.
El 12 de noviembre se instaló la Junta de Sanidad de Guatemala y en diciembre se efectuaron con toda normalidad las elecciones para diputados a Cortes, miembros de la Diputación Provincial e integrantes del Ayuntamiento de la ciudad de Guatemala.También se establecieron jueces letrados y se tomaron otras medidas para ir dando cumplimiento a las normas constitucionales.
Víctima de una hemiplejía desde agosto de 1820, a instancias de su confesor el presbítero y doctor José Simeón Cañas y por recomendación también de sus médicos Pedro Molina Mazariegos y Vicente Carranza, entregó los altos mandos, a las 5 de la tarde del 9 de marzo de 1821, al subinspector general del Ejército, brigadier don Gabino Gaínza, quien hacía poco tiempo había llegado con procedencia de la Intendencia de Quito.

### Años posteriores
Después de proclamada la separación de la provincia de Guatemala de España el 15 de septiembre de 1821, las nuevas autoridades pretendieron someter a Urrutia y Montoya al juicio de residencia que era habitual en la época absolutista, a lo cual se negó el brigadier alegando que su nombramiento había derivado de la Corona de España y por consiguiente no se le podía someter a ese procedimiento después de la independencia. El juicio no se efectuó.
El 6 de enero de 1822 solicitó que se le extendiera pasaporte para salir de Guatemala y que se le cancelaran sus sueldos atrasados, peticiones que tuvo que reiterar en varias oportunidades. Se le denegó el pago de los sueldos por haberse negado a jurar la independencia y se insistió en que debía someterse al juicio de residencia.
El 25 de abril de 1822, unida ya Guatemala al Imperio Mexicano, el jefe político superior Gaínza dispuso que se le extendiera finalmente el pasaporte, con la condición de que debía usarlo para trasladarse a México, condición que aceptó Urrutia y Montoya el 27 de abril.El pasaporte le fue entregado el 1.º de mayo. Desde México regresó a Cuba, posesión española, donde murió.